# Осципек
Осци́пек, о́штєпок (пол. oscypek, словац. oštiepok) — традиційний словацький та польський татранський копчений овечий сир веретеноподібної форми.
Дерев'яні форми, в які набиваються осципки (оштєпки), мають приблизно однаковий розмір і в середньому осципек (оштєпок) важить близько 750 г. Сир витримується в солоній воді і потім коптиться 12 днів. Жирність — близько 33 %. Смаком і консистенцією оштєпок нагадує інший відомий сир — копчену пареницю.
29 травня 2007 року міністри сільського господарства Польщі та Словаччини підписали угоду, що оштєпок і осципек розрізняються в деяких деталях, зокрема в способі приготування, а тому повинні бути визнані різними продуктами.

## Історія
Перша згадка про виробництво сиру в Татрах датується XV століттям у документі з села Охотніца 1416 року. Перший зареєстрований рецепт осципек був виданий у 1748 році в районі Живця. Існує також менша форма під назвою redykołka, відома як «молодша сестра» осципек.
З 14 лютого 2008 року Oscypek зареєстровано під захищеним найменуванням походження (PDO) Європейського Союзу.